# 郭罗基
郭罗基（1932年—），江苏无锡人，中华人民共和国教授、学者，前中国共产党党员。
1955年，考入北京大学历史系。1958年，提前毕业并留校任教。在反右运动中，被指为“右倾”。1975年，抵制“批邓、反击右倾翻案风”。1977年，当选北京市人大代表，在北京市第七届人代会上批评北京市委。1979年，郭罗基在《红旗》杂志第3期上发表《思想要解放，理论要彻底》。6月24日，在《光明日报》上发表《谁之罪？》，探讨张志新案件。10月，在《人民日报》上发表的《政治问题是可以讨论的》。1982年，被调到南京大学。
1989年六四事件后，被拒绝党员重新登记，教授资格被取消，也不能上课、出国。1991年，郭罗基通过法院提出起诉。1992年5月，当选“中国人权”组织理事。11月，应哥伦比亚大学之邀，郭罗基前往美国，在哥伦比亚大学东亚研究所作研究。1995年，转至哈佛大学法学院，任资深研究员。后中国使领馆拒绝为其护照延期。郭罗基现居奥马哈。据郭本人所述，他一直都是爱国的，更在16岁时就参加革命，加入共产党。在美国哥伦比亚大学，他更是唯一一个宣传、讲授马克思主义的学者。只不过是批评现政府和现今的共产党，才得到如今的不合理待遇。
2005年5月，获得赫尔曼·哈米特奖。2008年3月，《北京之春》4月号上，郭罗基与王丹、杨建利、胡平、陳一諮、吾尔开希、张伟国、刘刚、陈小平、吴仁华、刘念春、傅申奇、易改、蔡桂华、魏泉宝、王军涛十六人联名，向中国外交部发出公开信。要求政府依照宪法和法律，以及对国际社会的义务，恢复或者延期他们的中国护照，可以自由进出国境、行使公民权利。